# Йоганн Янсоніус

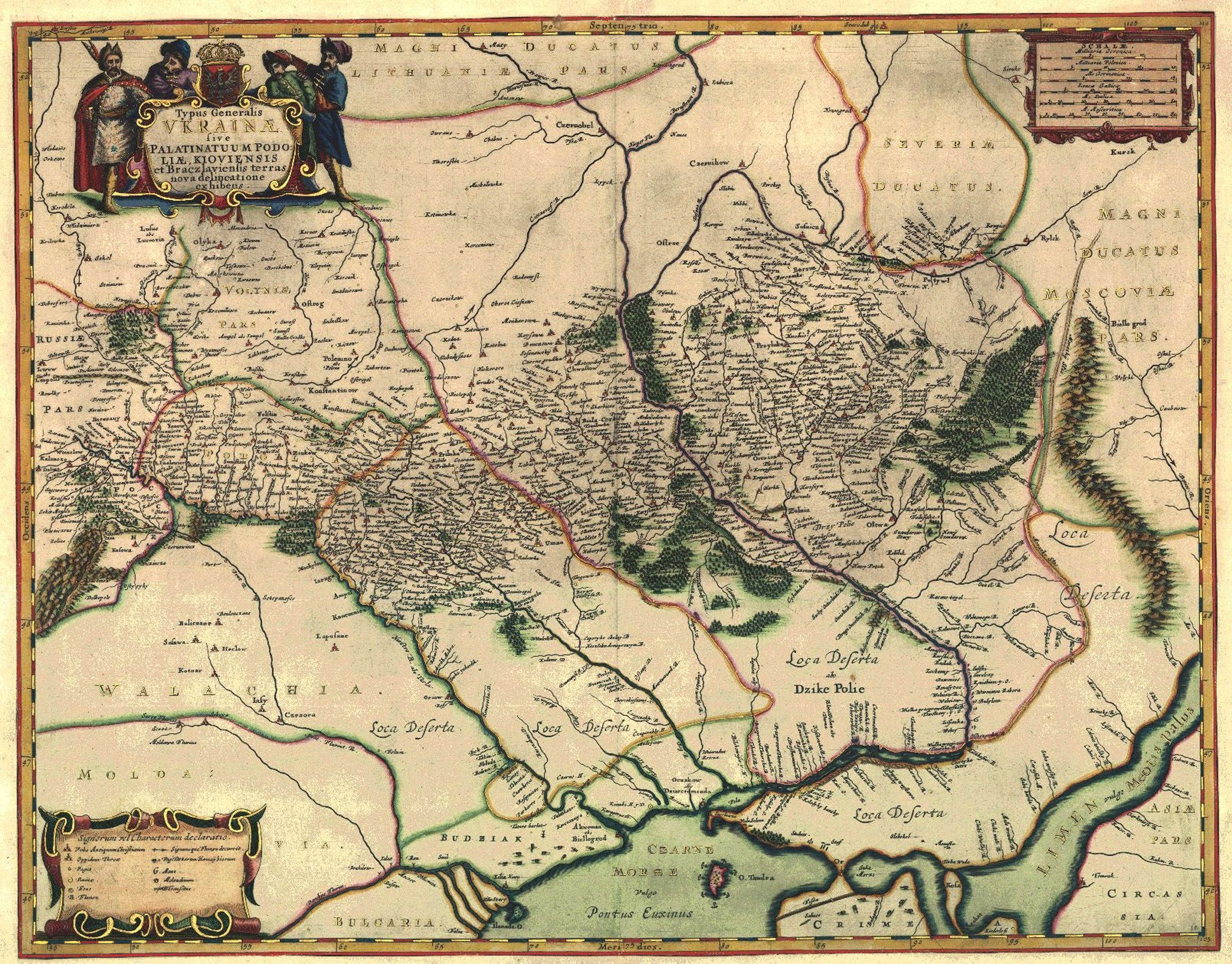
Мапа України, Йоганн Янсоніус, 1647—1657 рр.

Йоганн Янсоніус (Ян Янсон, нід. Johannes Janssonius; *1588, Арнем — † 11 червня 1664, Амстердам) — нідерландський картограф, який жив і працював в Амстердамі в XVII столітті.

## Біографія
Народився в Арнемі, де його батько (Ян Янзон Елдер) працював видавцем і продавцем книг. 1612 року одружився з дочкою картографа і видавця Йодокуса Хондіуса, після чого розпочав друкарську справу в Амстердамі. 1616 випустив мапи Франції та Італії. З 1623 Янсоніус став власником книгарень у багатьох містах Європи.
Попри смерть дружини Єлизавети в 1627 р. і нового одруження, в 1633 р. він укладає партнерський договір з її братом Генріхом Гондіусом (Henricus Hondius II., Hendrik Hondius der Jüngere; 1597-1651). Паралельно з Яном Віллемом Блау (1596—1673) починає видавати атласи Меркатора-Гондіуса. Під керівництвом Янсоніуса атлас значно розширюється, і в 1638 р. виходять перші три томи під назвою «Atlas Novus». Один з томів був повністю присвячений Італії. Четвертий том – карти англійського графства – виходить в 1646 р., через рік після аналогічного видання Блау. Однак навряд чи це був плагіат – багато карт були складені раніше Блау, інші були присвячені іншим регіонам, ніж у Блау. До 1660 р. Атлас (вже під назвою «Atlas Major») містив 11 томів, та об'єднав роботи близько 100 видатних картографів та граверів. Атлас серед іншого містив опис "більшість міст світ", атлас водного світу («Atlas Maritimus» в 33 картах) і Небесний атлас «Harmonia Macrocosmica» Андреаса Целларія. Атлас видавався на голландській, латинській, французькій та німецькій мовах. Англійська видавець Мозес Пітт намагався видати Атлас Янсоніуса англійською мовою, але до 1683 р.  встиг видати лише 4 томи й збанкрутував. Після смерті Йоганна Янсоніуса видавництво карт продовжив його зять Йоганн Ян ван Вайсберген (Johannes (Jan) van Waesbergen; 1616-1681), який був одружений з його дочкою Елізабет Янсоніус (Elisabeth Janssonius;1615-1681)...
.

## Карти України
1658 р.  Ян Янсон видав карту «Typus Generalis  VKRAINÆ sive   PALATINATUM PODOLIÆ, KIOVIENSIS  et Braczlawiensis terras  nova delineatione   exhibens». Карта створена на основі карт Г. Боплана.Масштаб 1:1 600 000, в “Milliaria Oeranica”, “Milliaria Polonica”, “Milliaria Germanica”, “Milliaria Italica”, “Lencæ Gallicæ”, “Milliaria Moscovitica”. Видавництво Амстердам. На мапі територія південних частин Київського,  Чернігівського воєводств, східна частина Брацлавського воєводства та Дике Поле (Південна Україна з виходом до Чорного моря)  обведена голубим кольором. Це, мабуть та територія яка в період складання карти належала до держави Богдана Хмельницького (Гетьманщина)...

Картуш – синьо, жовтого та малинового кольорів, із зображенням козаків та польського герба. Легенда поміщена в інший картуш – “Signorum vel Characterum declaratio”, “Vrbs Antiqum Christianum, Oppidum Turcæ, Pagus, Ruinæ, Fous, Flumon, Signum quo Flumen decurerit, Pagi Tartarum Homaijbiorum, Mous Molendinum, B Transitus”. Між рамками карти позначені сторони світу: Septentrio, Meridies, Oriens, Occidens.  На цій карті показано місце Лоєвської (1649 р., битва між військами гетьмана Богдана Хмельницького під керівництвом Михайла Станіслава Кричевського і литовськими військами під керівництвом Януша Радзивілла) та Берестецької битв (1651 р.). Формат карти  42.2 x 54.0 см.Карта є переопрацюванням Яном Янсоном Генеральної карти України Г. Боплана. 1680 р. спадкоємець Яна Янсона — Ян Янсон ван Васберґен (Joannes Janssonius van Waesbergen) спільно з книгарем Мозесом Пітом (Mosses Pitt) перевидали карту, здійснивши на формі кілька змін: додали картографічну сітку, змінили картографічне зображення Полісся тощо. У цьому варіанті карта друкувалась у «The English Atlas», що видавався в Амстердамі впродовж 1680-1683 pp. Третій варіант карти Я. Янсона був виданий у 1686 р. Герардом Вальком та його учнем Петером Шенком I, які, придбавши плиту карти, додали на ній тільки свою видавничу примітку. Карта зустрічається у голландських збірних атласах. Карта перевидавалася до початку 1700-их рр..
Ян Янсон переробив три карти русла Дніпра, що були зроблені Бопланом (видавець Ян Блау,1662 р.) (з однією доповненою картою авторства Блау). Він зібрав усі фрагменти в одну карту та розмістив їх на одному аркуші. З 1680 по 1683 рр. ця карта “TRACTUS BORYSTHENIS vulgo DNIEPR et NIEPR dicti, à KIOVIA ad Urbum OCZAKOW, Moses Pitt (Oxford, 1680)” входила до Англійського Атласу (The English Atlas). Масштаб 1:500 000; лінійки масштабів – “Milliaria Polonica Communia”, “Milliaria Germanica Communia”. Карта неодноразово  перевидавалася, зокрема в атласі “Atlas Maior. P. Schenk, G. Valk. Amstelodami 1720 Apud P. Schenk et G. Valk”..